# Soběslav I. Češki
Soběslav I. (latinsko Sobeslaus) je bil od leta 1125 do svoje smrti knez Češke, * 1090, Praga, † 14. februar 1140, Hostin Hradec.
Bil je član dinastije Přemyslidov in sin Vratislava II. Češkega in njegove tretje žena Švjetoslave Poljske.

## Življenje
Soběslav je bil v pisnih virih prvič omenjen okoli leta 1107, ko je njega in njegovega starejšega brata, vojvodo Bořivoja II., izgnal njun sorodnik Svatopluk Olomuški. Brata sta pobegnila na dvor njunega bratranca po materini strani, poljskega vojvode Boleslava III. Krivoustega. Ko je bil Svatopluk med bitko pri Głogówu leta 1109 umorjen, so Bořivojevi poskusi, da bi ponovno zasedel češki prestol, propadli. V bratomorni vojni, ki je sledila bitki, je zmagal Bořivojev mlajši brat Vladislav I., ki ga je podpiral nemški kralj Henrik V. Kasneje sta se brata pobotala in Soběslav je od leta 1115 do 1123 vladal v Brnu in Znojmu na Moravskem. Potem so se napetosti med bratoma spet povečale in Soběslav je bil ponovno izgnan.
Po smrti vojvode Vladislava leta 1125 je kljub temu kot zadnji preživeli sin Vratislava II. nasledil vojvodski prestol. Na začetku je njegovi vladavini nasprotoval Svatoplukov mlajši brat Oton II. Črni, ki je dobil podporo ne le od Vladislavove vdove Richeze Berške, ampak tudi od nemškega kralja Lotarja III. Soběslav je bil torej ves čas svojega vladanja nasprotnik nemške monarhije in izkoristil nesoglasja ob izvolitvi kralja Lotarja leta 1125 proti tekmecu švabskemu vojvodi Frideriku II. za krepitev češke neodvisnosti.
Ko se je Soběslav odločil odstraniti Otona II. iz Olomuca, se je okradeni knez zatekel k nemškemu kralju. Lotar III. je ob njegovem prihodu izjavil, da nihče ne more naslediti češkega prestola brez cesarske investiture, in v imenu Otona II. napadel Češko. Napad je ogrozil interese lokalnega plemstva, ki se je zato zbralo okoli Soběslava. 18. februarja 1126 so se nemške in moravske čete pod vodstvom Lotarja srečale s češkimi silami v bitki pri Chlumcu, trdnjavi na meji z Meissensko marko. Soběslav je premagal in ujel kralja Lotarja, Oton II. pa je bil v bitki ubit. Odnos med državama se je vrnil na nekdanji odnos med vazalom in suverenom, saj je bil kralj Lotar izpuščen pod pogojem Soběslavove investiture.
Soběslav je ves čas svoje vladavine še naprej posedoval vojvodino Olomuc, vendar je njegovo oblast na Češkem spet spodkopal njegov nečak Břetislav, sin Soběslavovega najstarejšega brata, vojvode Břetislava II. (umrl 1100). Mladi Břetislav se je skliceval na načelo agnatskega seniorstva in imel podporo moravskih vojvod Konrada II. Znojmskega in Vratislava II. Brnskega ter cerkvene hierarhije pod vodstvom praškega škofa Majnharda. Junija 1130 je bila zarota odkrita in onemogočena z veliko prelivanja krvi. Vojvode so preživeli in vladali naprej, Břetislav pa je bil oslepljen. Ko je leta 1131 prišel na prestol njegov svak, ogrski kralj Béla II., se je Soběslav zapletel v oborožen spopad s poljskim vojvodom Boleslavom III., ki je podpiral Bélovega tekmeca Borisa Kalamanosa.
Konrad III. Hohenstaufen, izvoljen za kralja Svetega rimslega esarstva leta 1138, je poskušal popraviti odnose med češkim in nemškim dvorom. Na rajhstagu v Bambergu istega leta je Soběslavu podelil dedno dostojanstvo nadtočaja Svetega rimskega cesarstva in obljubil, da bo njegovemu najstarejšemu sinu Vladislavu po Soběslavovi smrti podelil Češko. V času Soběslavove vladavine so bile v obdobju širjenje Nemčije proti vzhodu (Ostsiedlung) ustanovljene številne nemške kolonije na Češkem.

## Smrt
Soběslav je umrl 14. februarja 1140 na gradu Hostinné. Nasledstvo, namenjeno njegovemu sinu, je propadlo, saj so češki stanovi s soglasjem Konrada III. v vojvodsko dostojanstvo povzdignili njegovega nečaka Vladislava II., sina Soběslavovega starejšega brata in predhodnika vojvode Vladislava I.

## Družina
Okoli leta 1125 se je poročil z Adalejdo,  hčerko kneza Álmosa Ogrskega. Z njo je imel najmanj pet ptrok, med njimi: 
- Vladislava (umrl 1165), vojvodo Olomuca, poročenega z neimenovano hčerko Alberta Medveda
- Marijo (1124/1125-1172)
- Soběslava II.  (~1128-1180), vojvodo Češke
- Oldřiha  II. (1134–1177), vojvodo Olomuca
- Venčeslava II.  (1137–1192), vojvodo Češke

## Vira
- Raffensperger, Christian (2018). Conflict, Bargaining, and Kinship Networks in Medieval Eastern Europe. Lexington Books.
- Petr Sommer; Třeštík, Dušan; Žemlička, Josef, et al.. Přemyslovci. Budování českého státu. Nakladatelství Lidové noviny, Praha 2009, ISBN 978-80-7106-352-0, zlasti str. 198–200.

| Soběslav I. Češki PřemyslidiRojen: 1190 Umrl: 14. februar 1140 |                         |                          |
| Vladarski nazivi                                               |                         |                          |
| Predhodnik: Vladislav I.                                       | Vojvoda Češke 1125–1140 | Naslednik: Vladislav II. |